# TOAC
TOAC (Tjenestemænds- og Overenskomstansattes fællesrepræsentation i Akademikernes Centralorganisation), er en gruppe af interesse-organisationer indenfor AC-familien stiftet i 2006.

## Organisationer og medlemmer anno 2007
Ca. 10.000 medlemmer
- Dansk Musikpædagogisk Forening

- Dansk Organist og Kantor Samfund

- Handelsskolernes Lærerforening (adjunkt/lektor-gruppen)

- Forsvarsgruppen i AC

- Præsteforeningen

- Skibsinspektører under Søfartsstyrelsen

## Ekstern henvisning
- TOAC, Præsteforeningen Arkiveret 10. juni 2007 hos  Wayback Machine